# Liste von KDE-Anwendungsprogrammen
Für KDE wurde und wird eine große Zahl an benutzerfreundlichen Anwendungsprogrammen entwickelt. KDE ist eine freie Desktop-Umgebung, das heißt eine grafische Benutzeroberfläche mit vielen Zusatzprogrammen für den täglichen Gebrauch. Diese ist vorrangig für Computer gedacht, auf denen ein Unix-ähnliches Betriebssystem läuft, wie z. B. BSD, Linux oder Solaris, die ältere Version KDE 4.x (2008–2015) funktioniert nativ auf Systemen wie Mac OS und Windows.
Nachfolgend eine Liste der meisten populären Programme, die für KDE geschrieben wurden. Sie sind nach Kategorien eingeteilt, die meist auch bei KDE Verwendung finden.

## Administration
- Discover: App Store
- Infozentrum: Anzeige von detaillierten Hardware-Informationen
- kcron: Hilft bei der Planung regelmäßig wiederkehrender Aufgaben
- KBackup: Backup- und Sicherungsprogramm
- KDE Partitionsverwaltung: Verwaltung von Festplatten, Partitionen und Dateisystemen
- KDirStat: graphische Anzeige der Ordner-Belegung
- KSystemLog: Betrachter für Systemprotokolle
- Systemmonitor: Prozess- und Systemüberwachung

## Basissystem
- Dolphin: Dateimanager (hat Erweiterungen zur Unterstützung von FTP und Samba)
- Klipper: Verwaltungsprogramm für die Zwischenablage
- Konqueror: Dateimanager und Browser
- Konsole: Terminal-Emulation
- Systemeinstellungen: Das KDE-Kontrollzentrum

## Büro
- Calligra Suite: Textverarbeitung (Words), Tabellenkalkulation (Sheets), Präsentationsprogramm (Stage), Vektorgrafikprogramm (Karbon), integrierte Datenbank (Kexi), Projektverwaltung (Plan)
- Kile: LaTeX-Benutzeroberfläche
- KMyMoney: Finanzverwaltung für Heimanwender ähnlich Microsoft-Money und Intuit-Quicken
- Okular: universeller Dokumentbetrachter
- Tellico: Verwaltung von Sammlungen für Bücher, Filme, Musik, ...

## Editoren
- Kate: Texteditor für Programmierer und Administratoren
- KWrite: Texteditor für Programmierer und Administratoren

## Entwicklung
- Accessibility Inspector: Software zur Visualisierung der Barrierefreiheit eines Programms
- Cervisia: graphische Oberfläche für CVS
- KCachegrind: Profiler
- KDevelop: Entwicklungsumgebung
- Kompare: graphische Oberfläche für diff
- Lokalize: PO-Dateien-Editor
- Umbrello: UML-Diagramm-Werkzeug

## Grafik und Bildbearbeitung
- DigiKam: umfangreiches Digitalkamera-Programm
- Gwenview: Verwaltung von Fotografien und Bildern
- KIconEdit: Erstellen von Icons
- KolourPaint: einfaches Zeichenprogramm
- Krita: einfaches Malprogramm
- KuickShow: Bilderbrowser
- Skanlite: Scannen von Dokumenten
- Skanpage: Scannen von Dokumenten
- Spectacle: Screenshot- und Bildschirmaufnahme-Programm

## Internet
- Choqok: ein Mikroblogging-Client
- KGet: Downloadmanager
- KNewsTicker: Feedreader
- Konqueror: Dateimanager, Webbrowser, FTP-Client und Dateibetrachter
- Konversation: IRC-Client
- Kopete: Instant Messenger für verschiedene Protokolle, wie XMPP, Yahoo, AIM, ICQ, IRC und Windows Live Messenger
- KTorrent: umfangreicher BitTorrent-Client
- KVIrc: IRC-Client
- Neochat: Matrix-Client
- rekonq: ein schlanker Webbrowser mit WebKit als Rendering-Engine
- Tokodon: Mastodon-Client

## Lehre, Wissenschaft, Schule und Bildung
Viele der hier aufgeführten Programme sind Teil des KDE-Bildungsprojektes.
- Kalzium: Informationen über das Periodensystem der Elemente
- KBruch: Lernprogramm für Bruchrechnung
- KEduca: Karteikarten-Tests
- KHangMan: Umsetzung des Spiels Galgenmännchen
- Kig: interaktive Geometrie
- Kiten: Wörterbuch Englisch–Japanisch
- KLettres: Sprachen-Trainer
- KmPlot: Funktionen-Plotter
- KStars: umfangreiches „Schreibtisch-Planetarium“
- KTouch: Schreibmaschinen-Lernprogramm
- LabPlot: Datenauswertung und Funktionen-Plotter
- Parley: Vokabeltrainer
- RKWard: Frontend für R
- WordQuiz: Karteikarten-Quiz (kann z. B. als Vokabeltrainer genutzt werden)

## Multimedia
- Amarok: Audio-Player
- Elisa: Audio-Player und Client für Internetradio
- JuK: Audio-Player
- K3b: CD-/DVD-Brennprogramm mit umfangreichen Funktionen
- Kaffeine: Multimediaspieler, der auch ein Netscape/Mozilla/Konqueror-Plug-in bietet
- Kasts: Podcast-Client
- Kdenlive: Videoschnittsoftware
- Kid3: Tag-Editor
- KMix: Lautstärkeeinstellung
- KMPlayer: graphische Oberfläche für MPlayer, FFmpeg und Phonon

## PIM
- Akregator: Feedreader
- KAddressbook: Adressbuch
- KAlarm: Terminerinnerung
- KMail: Mailprogramm
- KNotes: Notizzettel für den Desktop
- Kontact: Mail- und Groupwareumgebung
- KOrganizer: Terminkalender/Planer
- KTimeTracker: Zeitplaner

## Spiele

### Arcade
- Bomber: Ein Spiel, bei dem man mit einem Raumschiff Gebäude bombardieren muss
- Granatier: Bomberman-Klon
- Kapman: Pac-Man-Variante
- KBlocks: Eine Tetris-Variante
- KBounce: JezzBall-Klon
- KBreakout: Breakout-Klon
- KGoldRunner: Lode-Runner-Klon
- KLines: Color-Lines-Klone
- Kolf: Minigolf-Simulation
- Kollision: Der Spieler bewegt mit der Maus einen Ball, der nicht mit anderen Bällen kollidieren darf
- KSnake: Snake Variante
- KSpaceDuel: Spacewar!-Klon
- KTron: Tron-Variante

### Brettspiele
- Bovo: Fünf in eine Reihe
- KBlackBox: Black-Box-Spiel
- KFourInLine: Vier gewinnt
- Kigo: Go
- Kiriki: Kniffel
- KMahjongg: Mah-Jongg-Solitaire
- KReversi: Reversi
- KSquares: Käsekästchen
- Shisen-Sho: weitere Mah-Jongg-Variante

### Kartenspiele
- LSkat: Offiziersskat
- KPatience: Eine Sammlung von Patience-Spielen

### Logikspiele
- KDiamond: Bejeweled-Klon
- KSudoku: Sudoku
- Kubrick: Zauberwürfel
- Palapei: Puzzle-Spiel

### Spiele für Kinder
- KTuberling: Mr. Potato Head

### Strategie & Taktik
- KAtomic: Sokoban-Klon
- KBbattleship: Schiffe versenken
- Killbot:
- KJumpingCube: Eroberungsspiel
- KMines: Minesweeper-Klon
- KNetWalk: Netzwerke aufbauen
- Konquest: Galaktisches Strategiespiel
- KSame: SameGame-Klon
- KsirK: Risiko-Variante

## Spielereien
- KAphorism: Zitate ausgeben
- KAquarium: zeigt ein Aquarium in der Taskleiste an
- KMoon: Mondphasen anzeigen
- KTeaTime: zählt die Zeit, die der Tee zieht

## Werkzeuge
- Ark: Packprogramm für viele Dateiformate
- Filelight: Statistiken zur Festplattenbelegung
- KCalc: Taschenrechner
- KCharSelect: Tabelle für die Zeichenauswahl
- KDE Connect: Stellt Kontakt zu einem Android-Gerät her, um Mitteilungen und vieles weiteres auszutauschen. Als Ersatz für Tastatur und Maus nutzbar
- KFind: Dateisuche
- KGpg: GnuPG-Frontend
- KJots: Notizen erstellen und verwalten
- KMag: Bildschirmlupe
- KMouseTool: Autoklicker
- KRDC: Remote-Desktop-Client mit Unterstützung für VNC und RDP
- Krfb: Freigabe des Desktops mit dem Remote-Desktop-Protokoll VNC
- KTimer: Countdown für Programmstarts
- Okteta: Hex-Editor
- Sweeper: entfernt unerwünschte Nutzerspuren auf dem Computer

## Sonstige
- KWeather: zeigt aktuelle Informationen über das Wetter